# 東半球

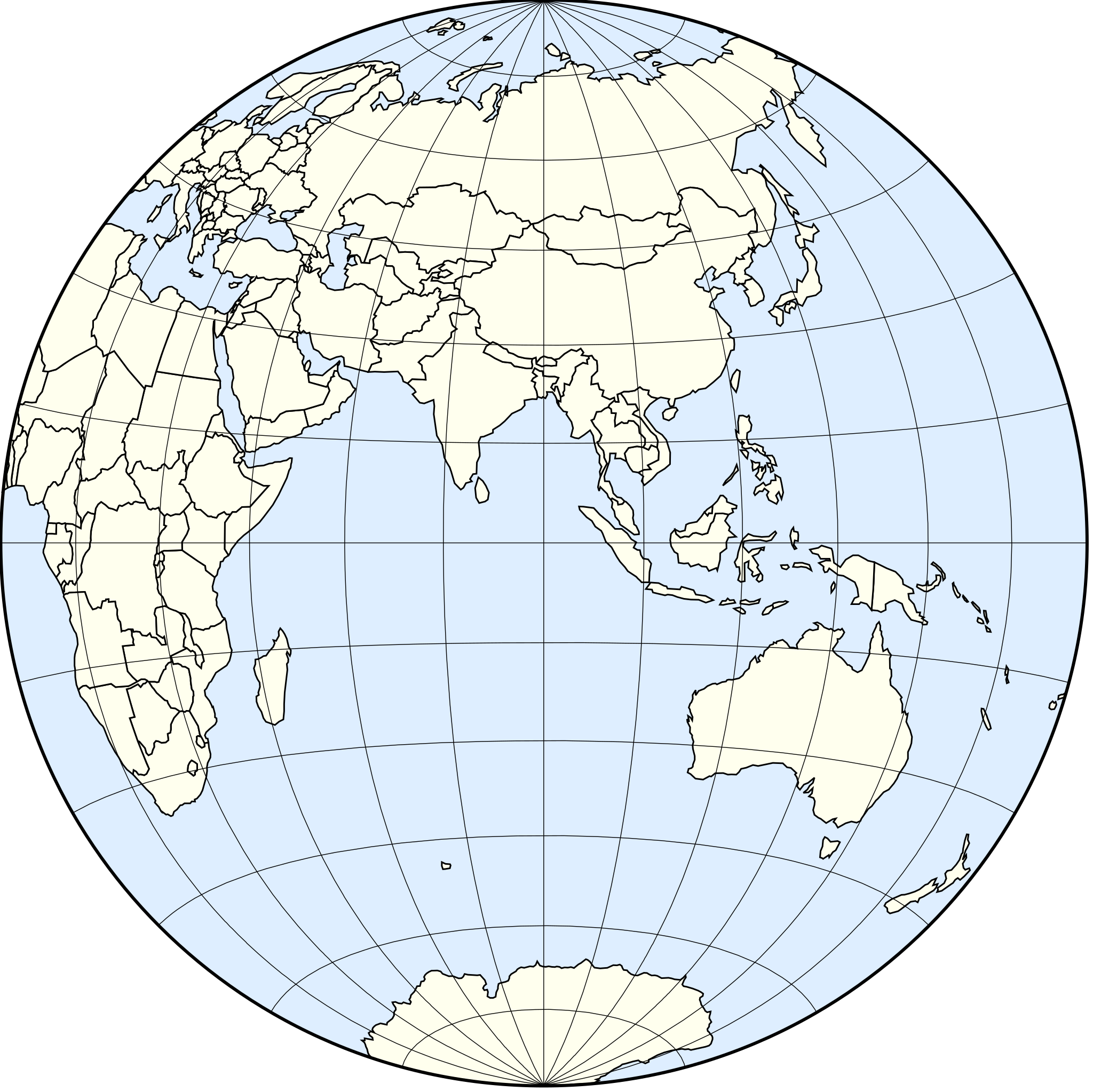
東半球

東半球是地球上本初子午线以東，180度经线以西的半球。
由于歐洲及非洲的西部在西經，為避免被本初子午線分割，所以東半球及西半球的分界線有时也被定义为西經20°及東經160°。依照此分法，東半球的陸地有亞洲絕大部份、南極洲部份、歐洲、非洲、澳大利亞、以及許多其它島嶼。海洋有太平洋西部、大西洋東部、印度洋。

## 地理與人口
东半球的中心位于印度洋，位于赤道和东90°子午线交汇处，位于印尼九十东岭以西910公里处。最近的土地是錫默盧岛，位于2°35'N 96°05'E。
東半球的最高峰是尼泊爾喜瑪拉雅山脈的聖母峰，海拔8,848.86公尺（29,031.7英尺），也是世界第一高峰。
东半球在環境面積上陸地大於海洋。82％人口生活於此。

## 參看
- 北半球
- 南半球
- 西半球
- 水半球
- 陸半球